# Pseudochalcura prolata
Pseudochalcura prolata is een vliesvleugelig insect uit de familie Eucharitidae. De wetenschappelijke naam is voor het eerst geldig gepubliceerd in 1986 door Heraty.